# Harlequin Enterprises

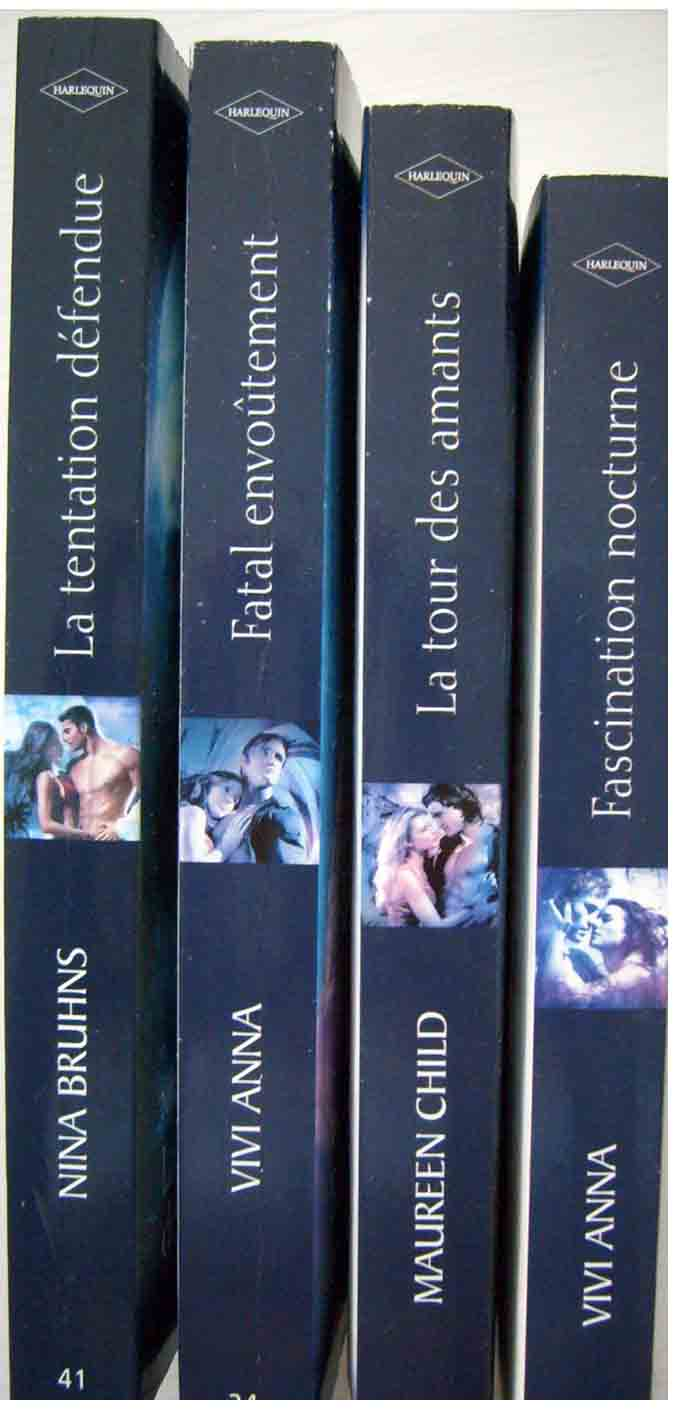
Książki wydane przez Harlequin Enterprises

Harlequin Enterprises Limited – wydawnictwo książkowe z siedzibą w Toronto w Kanadzie, specjalizujące się w publikacji serii romansów przeznaczonych dla kobiet.
Firma istnieje od 1949 roku, jej właścicielem jest Torstar Corporation (od 1981 roku). Publikuje około 120 nowych tytułów każdego miesiąca w 29 różnych językach, w 107 międzynarodowych rynkach na sześciu kontynentach. Współpracuje z nią około 1300 autorów na całym świecie. Firma odnotowała sprzedaż w wysokości 131 mln książek w roku 2006, z czego połowa to publikacje zagraniczne i 96% zostało sprzedanych poza Kanadą.